# Кубок Англії з футболу 2016—2017
Кубок Англії з футболу 2016–2017 — 136-й розіграш найстарішого кубкового футбольного турніру у світі, Кубка виклику Футбольної Асоціації, також відомого як Кубок Англії.

## Календар
| Раунд                        | Клуби | Ліги, що беруть участь в цьому раунді     |
| ---------------------------- | ----- | ----------------------------------------- |
| Додатковий попередній раунд  | 184   | -                                         |
| Попередній раунд             | 160   | -                                         |
| Перший раунд кваліфікації    | 116   | -                                         |
| Другий раунд кваліфікації    | 80    | -                                         |
| Третій раунд кваліфікації    | 40    | -                                         |
| Четвертий раунд кваліфікації | 32    | -                                         |
| Перший раунд                 | 124   | Перша футбольна ліга Друга футбольна ліга |
| Другий раунд                 | 84    | -                                         |
| Третій раунд                 | 64    | Прем'єр-ліга Чемпіонат Футбольної ліги    |
| Четвертий раунд              | 32    | -                                         |
| П'ятий раунд                 | 16    | -                                         |
| Шостий раунд                 | 8     | -                                         |
| Півфінали                    | 4     | -                                         |
| Фінал                        | 2     | -                                         |

## Кваліфікаційні раунди
Усі клуби, що беруть участь у змаганнях, але не грають Прем'єр-лізі або в Чемпіоншипі повинні пройти кваліфікаційні раунди.

## Перший раунд
На цій стадії турніру розпочали грати клуби з Першої та Другої ліг.
Матчі пройшли 4-7 листопада 2016 року.
У дужках вказаний дивізіон, у якому виступає клуб у поточному сезоні. Якщо уточнення відсутнє, клуб з першого дивізіону системи футбольних ліг Англії — Прем'єр-ліги
| Дата                      | Господарі                 | Рахунок             | Гості                      | Глядачі |
| ------------------------- | ------------------------- | ------------------- | -------------------------- | ------- |
| 4 листопада               | Міллволл (3)              | 1:0                 | Саутенд Юнайтед (3)        | 4502    |
| 4 листопада               | Істлі (5)                 | 1:1                 | Свіндон Таун (3)           | 3312    |
| 15 листопада Перегравання | Свіндон Таун (3)          | 1:3                 | Істлі (5)                  | 4321    |
| 5 листопада               | Кроулі Таун (4)           | 1:1                 | Бристоль Роверз (3)        | 2281    |
| 15 листопада Перегравання | Бристоль Роверз (3)       | 4:2 (дч)            | Кроулі Таун (4)            | 3676    |
| 5 листопада               | Мерстем (7)               | 0:5                 | Оксфорд Юнайтед (3)        | 1920    |
| 5 листопада               | Дагенгем енд Редбридж (5) | 0:0                 | Галіфакс Таун (6)          | 1387    |
| 15 листопада Перегравання | Галіфакс Таун (6)         | 2:1                 | Дагенгем енд Редбридж (5)  | 1465    |
| 5 листопада               | Бері (3)                  | 2:2                 | Вімблдон (3)               | 2346    |
| 15 листопада Перегравання | Вімблдон (3)              | 5:0                 | Бері (3)                   | 2316    |
| 5 листопада               | Йовіл Таун (4)            | 2:2                 | Соліхалл Мурс (5)          | 2118    |
| 15 листопада Перегравання | Соліхалл Мурс (5)         | 1:1 (дч) (пен. 4:2) | Йовіл Таун (4)             | 1460    |
| 5 листопада               | Стокпорт Каунті (6)       | 2:4                 | Вокінг (5)                 | 4025    |
| 5 листопада               | Дартфорд (6)              | 3:6                 | Саттон Юнайтед (5)         | 1689    |
| 5 листопада               | Волсолл (3)               | 0:1                 | Маклсфілд Таун (5)         | 2334    |
| 5 листопада               | Порт Вейл (3)             | 1:0                 | Стівенідж (4)              | 3093    |
| 5 листопада               | Нортгемптон Таун (3)      | 6:0                 | Герроу Боро (7)            | 3406    |
| 5 листопада               | Кембридж Юнайтед (4)      | 1:1                 | Дувр Атлетік (5)           | 2620    |
| 17 листопада Перегравання | Дувр Атлетік (5)          | 2:4 (дч)            | Кембридж Юнайтед (4)       | 1158    |
| 5 листопада               | Вестфілдс (9)             | 1:1                 | Керзон Аштон (6)           | 1178    |
| 14 листопада Перегравання | Керзон Аштон (6)          | 3:1                 | Вестфілдс (9)              | 1075    |
| 5 листопада               | Мілтон Кінз Донз (3)      | 3:2                 | Спеннімур Таун (7)         | 4099    |
| 5 листопада               | Джиллінгем (3)            | 2:2                 | Бреклі Таун (6)            | 2410    |
| 16 листопада Перегравання | Бреклі Таун (6)           | 4:3 (дч)            | Джиллінгем (3)             | 1654    |
| 5 листопада               | Портсмут (4)              | 1:2                 | Вікем Вондерерз (4)        | 8130    |
| 5 листопада               | Менсфілд Таун (4)         | 1:2                 | Плімут Аргайл (4)          | 2318    |
| 5 листопада               | Брейнтрі Таун (5)         | 7:0                 | Істборн Боро (6)           | 645     |
| 5 листопада               | Болтон Вондерерз (3)      | 1:0                 | Грімсбі Таун (4)           | 6649    |
| 5 листопада               | Бредфорд Сіті (3)         | 1:2                 | Аккрінгтон Стенлі (4)      | 4985    |
| 5 листопада               | Олдем Атлетік (3)         | 2:1                 | Донкастер Роверз (4)       | 2984    |
| 5 листопада               | Шрусбері Таун (3)         | 3:0                 | Барнет (4)                 | 3120    |
| 5 листопада               | Вайтхок (6)               | 1:1                 | Стаурбридж (7)             | 767     |
| 14 листопада Перегравання | Стаурбридж (7)            | 3:0                 | Вайтхок (6)                | 1993    |
| 5 листопада               | Колчестер Юнайтед (4)     | 1:2                 | Честерфілд (3)             | 1840    |
| 5 листопада               | Лінкольн Сіті (5)         | 2:1                 | Олтрингем (6)              | 3529    |
| 5 листопада               | Ексетер Сіті (4)          | 1:3                 | Лутон Таун (4)             | 2972    |
| 5 листопада               | Чарльтон Атлетик (3)      | 3:1                 | Сканторп Юнайтед (3)       | 4123    |
| 5 листопада               | Челтнем Таун (4)          | 1:1                 | Кру Александра (4)         | 2880    |
| 15 листопада Перегравання | Кру Александра (4)        | 1:4                 | Челтнем Таун (4)           | 1711    |
| 5 листопада               | Пітерборо Юнайтед (3)     | 2:1                 | Чеслам Юнайтед (7)         | 4328    |
| 6 листопада               | Шеффілд Юнайтед (3)       | 6:0                 | Лейтон Орієнт (4)          | 6099    |
| 6 листопада               | Тонтон Таун (8)           | 2:2                 | Барроу (5)                 | 2297    |
| 15 листопада Перегравання | Барроу (5)                | 2:1                 | Тонтон Таун (8)            | 1717    |
| 6 листопада               | Алфретон Таун (6)         | 1:1                 | Ньюпорт Каунті (4)         | 1109    |
| 15 листопада Перегравання | Ньюпорт Каунті (4)        | 4:1 (дч)            | Алфретон Таун (6)          | 1189    |
| 6 листопада               | Мейдстон Юнайтед (5)      | 1:1                 | Рочдейл (3)                | 2227    |
| 15 листопада Перегравання | Рочдейл (3)               | 2:0                 | Мейдстон Юнайтед (5)       | 1350    |
| 6 листопада               | Сент-Олбанс Сіті (6)      | 3:5                 | Карлайл Юнайтед (4)        | 3473    |
| 6 листопада               | Борхем Вуд (5)            | 2:2                 | Ноттс Каунті (4)           | 1201    |
| 15 листопада Перегравання | Ноттс Каунті (4)          | 2:0                 | Борхем Вуд (5)             | 1762    |
| 6 листопада               | Гартлпул Юнайтед (4)      | 3:0                 | Стамфорд (8)               | 2461    |
| 6 листопада               | Моркам (4)                | 1:1                 | Ковентрі Сіті (3)          | 1732    |
| 15 листопада Перегравання | Ковентрі Сіті (3)         | 2:1                 | Моркам (4)                 | 2175    |
| 6 листопада               | Блекпул (4)               | 2:0                 | Кіддермінстер Гарріерз (6) | 1963    |
| 7 листопада               | Саутпорт (5)              | 0:0                 | Флітвуд Таун (3)           | 2265    |
| 15 листопада Перегравання | Флітвуд Таун (3)          | 4:1 (дч)            | Саутпорт (5)               | 1609    |

## Другий раунд
| Дата                   | Господарі             | Рахунок  | Гості                 | Глядачі |
| ---------------------- | --------------------- | -------- | --------------------- | ------- |
| 2 грудня               | Маклсфілд Таун (5)    | 0:0      | Оксфорд Юнайтед (3)   | 2566    |
| 13 грудня Перегравання | Оксфорд Юнайтед (3)   | 3:0      | Маклсфілд Таун (5)    | 3642    |
| 3 грудня               | Честерфілд (3)        | 0:5      | Вікем Вондерерз (4)   | 3685    |
| 3 грудня               | Блекпул (4)           | 1:0      | Бреклі Таун (6)       | 1764    |
| 3 грудня               | Лутон Таун (4)        | 6:2      | Соліхалл Мурс (5)     | 3512    |
| 3 грудня               | Саттон Юнайтед (5)    | 2:1      | Челтнем Таун (4)      | 2224    |
| 3 грудня               | Шрусбері Таун (3)     | 0:0      | Флітвуд Таун (3)      | 2886    |
| 13 грудня Перегравання | Флітвуд Таун (3)      | 3:2      | Шрусбері Таун (3)     | 1157    |
| 3 грудня               | Чарльтон Атлетик (3)  | 0:0      | Мілтон Кінз Донз (3)  | 4982    |
| 13 грудня Перегравання | Мілтон Кінз Донз (3)  | 3:1 (дч) | Чарльтон Атлетик (3)  | 3655    |
| 3 грудня               | Плімут Аргайл (4)     | 0:0      | Ньюпорт Каунті (4)    | 5071    |
| 21 грудня Перегравання | Ньюпорт Каунті (4)    | 0:1 (дч) | Плімут Аргайл (4)     | 5121    |
| 3 грудня               | Карлайл Юнайтед (4)   | 0:2      | Рочдейл (3)           | 4426    |
| 4 грудня               | Керзон Аштон (6)      | 3:4      | Вімблдон (3)          | 1731    |
| 4 грудня               | Міллволл (3)          | 5:2      | Брейнтрі Таун (5)     | 3345    |
| 4 грудня               | Болтон Вондерерз (3)  | 3:2      | Шеффілд Юнайтед (3)   | 7027    |
| 4 грудня               | Ноттс Каунті (4)      | 2:2      | Пітерборо Юнайтед (3) | 3940    |
| 20 грудня Перегравання | Пітерборо Юнайтед (3) | 2:0      | Ноттс Каунті (4)      | 7796    |
| 4 грудня               | Кембридж Юнайтед (4)  | 4:0      | Ковентрі Сіті (3)     | 4283    |
| 4 грудня               | Бристоль Роверз (3)   | 1:2      | Барроу (5)            | 4570    |
| 4 грудня               | Вокінг (5)            | 0:3      | Аккрінгтон Стенлі (4) | 3718    |
| 4 грудня               | Істлі (5)             | 3:3      | Галіфакс Таун (6)     | 2098    |
| 13 грудня Перегравання | Галіфакс Таун (6)     | 0:2      | Істлі (5)             | 1539    |
| 4 грудня               | Порт Вейл (3)         | 4:0      | Гартлпул Юнайтед (4)  | 3514    |
| 5 грудня               | Лінкольн Сіті (5)     | 3:2      | Олдем Атлетік (3)     | 7012    |
| 13 грудня              | Стауербридж (7)       | 1:0      | Нортгемптон Таун (3)  | 2520    |

## Третій раунд
| Дата                  | Господарі                    | Рахунок  | Гості                       | Глядачі |
| --------------------- | ---------------------------- | -------- | --------------------------- | ------- |
| 6 січня               | Вест Гем Юнайтед             | 0:5      | Манчестер Сіті              | 56 975  |
| 7 січня               | Іпсвіч Таун (2)              | 2:2      | Лінкольн Сіті (5)           | 16 027  |
| 17 січня Перегравання | Лінкольн Сіті (5)            | 1:0      | Іпсвіч Таун (2)             | 9 054   |
| 7 січня               | Манчестер Юнайтед            | 4:0      | Редінг (2)                  | 74 396  |
| 7 січня               | Галл Сіті                    | 2:0      | Свонсі Сіті                 | 6 608   |
| 7 січня               | Сандерленд                   | 0:0      | Бернлі                      | 17 632  |
| 17 січня Перегравання | Бернлі                       | 2:0      | Сандерленд                  | 12 257  |
| 7 січня               | Квінз Парк Рейнджерс (2)     | 1:2      | Блекберн Роверз (2)         | 7 482   |
| 7 січня               | Брайтон енд Гоув Альбіон (2) | 2:0      | Мілтон Кінз Донз (3)        | 11 091  |
| 7 січня               | Міллволл (3)                 | 3:0      | Борнмут                     | 9 471   |
| 7 січня               | Блекпул (4)                  | 0:0      | Барнслі (2)                 | 4 875   |
| 17 січня Перегравання | Барнслі (2)                  | 1:2 (дч) | Блекпул (4)                 | 5 558   |
| 7 січня               | Віган Атлетік (2)            | 2:0      | Ноттінгем Форест (2)        | 5 163   |
| 7 січня               | Ротергем Юнайтед (2)         | 2:3      | Оксфорд Юнайтед (3)         | 5 618   |
| 7 січня               | Норвіч Сіті (2)              | 2:2      | Саутгемптон                 | 12 479  |
| 18 січня Перегравання | Саутгемптон                  | 1:0      | Норвіч Сіті (2)             | 13 517  |
| 7 січня               | Барроу (5)                   | 0:2      | Рочдейл (3)                 | 4 414   |
| 7 січня               | Вест-Бромвіч Альбіон         | 1:2      | Дербі Каунті (2)            | 25 288  |
| 7 січня               | Евертон                      | 1:2      | Лестер Сіті                 | 35 493  |
| 7 січня               | Вікем Вондерерз (4)          | 2:1      | Стауербридж (7)             | 6 312   |
| 7 січня               | Вотфорд                      | 2:0      | Бертон Альбіон (2)          | 13 270  |
| 7 січня               | Престон Норт-Енд (2)         | 1:2      | Арсенал                     | 22 185  |
| 7 січня               | Сток Сіті                    | 0:2      | Вулвергемптон Вондерерз (2) | 21 479  |
| 7 січня               | Бристоль Сіті (2)            | 0:0      | Флітвуд Таун (3)            | 10 301  |
| 17 січня Перегравання | Флітвуд Таун (3)             | 0:1      | Бристоль Сіті (2)           | 2 115   |
| 7 січня               | Гаддерсфілд Таун (2)         | 4:0      | Порт Вейл (3)               | 11 715  |
| 7 січня               | Брентфорд (2)                | 5:1      | Істлі (5)                   | 7 537   |
| 7 січня               | Бірмінгем Сіті (2)           | 1:1      | Ньюкасл Юнайтед (2)         | 13 171  |
| 18 січня Перегравання | Ньюкасл Юнайтед (2)          | 3:1      | Бірмінгем Сіті (2)          | 34 896  |
| 7 січня               | Болтон Вондерерз (3)         | 0:0      | Крістал Пелес               | 11 683  |
| 17 січня Перегравання | Крістал Пелес                | 2:1      | Болтон Вондерерз (3)        | 7 149   |
| 7 січня               | Саттон Юнайтед (5)           | 0:0      | Вімблдон (3)                | 5 013   |
| 17 січня Перегравання | Вімблдон (3)                 | 1:3      | Саттон Юнайтед (5)          | 4 768   |
| 7 січня               | Аккрінгтон Стенлі (4)        | 2:1      | Лутон Таун (4)              | 1 717   |
| 8 січня               | Кардіфф Сіті (2)             | 1:2      | Фулгем (2)                  | 5 199   |
| 8 січня               | Ліверпуль                    | 0:0      | Плімут Аргайл (4)           | 52 692  |
| 18 січня Перегравання | Плімут Аргайл (4)            | 0:1      | Ліверпуль                   | 17 048  |
| 8 січня               | Челсі                        | 4:1      | Пітерборо Юнайтед (3)       | 41 003  |
| 8 січня               | Мідлсбро                     | 3:0      | Шеффілд Венсдей (2)         | 23 661  |
| 8 січня               | Тоттенгем Готспур            | 2:0      | Астон Вілла (2)             | 31 182  |
| 9 січня               | Кембридж Юнайтед (4)         | 1:2      | Лідс Юнайтед (2)            | 7 973   |

## Четвертий раунд
| Дата                  | Господарі           | Рахунок  | Гості                        | Глядачі |
| --------------------- | ------------------- | -------- | ---------------------------- | ------- |
| 27 січня              | Дербі Каунті (2)    | 2:2      | Лестер Сіті                  | 25 079  |
| 8 лютого Перегравання | Лестер Сіті         | 3:1 (дч) | Дербі Каунті (2)             | 31 648  |
| 28 січня              | Ліверпуль           | 1:2      | Вулвергемптон Вондерерз (2)  | 52 469  |
| 28 січня              | Тоттенгем Готспур   | 4:3      | Вікем Вондерерз (4)          | 31 440  |
| 28 січня              | Оксфорд Юнайтед (5) | 3:0      | Ньюкасл Юнайтед (2)          | 11 810  |
| 28 січня              | Саутгемптон         | 0:5      | Арсенал                      | 31 288  |
| 28 січня              | Лінкольн Сіті (5)   | 3:1      | Брайтон енд Гоув Альбіон (2) | 9 469   |
| 28 січня              | Челсі               | 4:0      | Брентфорд (2)                | 41 042  |
| 28 січня              | Рочдейл (3)         | 0:4      | Гаддерсфілд Таун (2)         | 7 431   |
| 28 січня              | Бернлі              | 2:0      | Бристоль Сіті (2)            | 14 921  |
| 28 січня              | Блекберн Роверз (2) | 2:0      | Блекпул (4)                  | 9 327   |
| 28 січня              | Мідлсбро            | 1:0      | Аккрінгтон Стенлі (4)        | 24 040  |
| 28 січня              | Крістал Пелес       | 0:3      | Манчестер Сіті               | 13 979  |
| 29 січня              | Міллволл (3)        | 1:0      | Вотфорд                      | 9 772   |
| 29 січня              | Фулгем (2)          | 4:1      | Галл Сіті                    | 15 143  |
| 29 січня              | Саттон Юнайтед (5)  | 1:0      | Лідс Юнайтед (2)             | 4 997   |
| 29 січня              | Манчестер Юнайтед   | 4:0      | Віган Атлетік (2)            | 75 229  |

## П'ятий раунд
| Дата                   | Господарі                   | Рахунок | Гості                | Глядачі |
| ---------------------- | --------------------------- | ------- | -------------------- | ------- |
| 18 лютого              | Бернлі                      | 0:1     | Лінкольн Сіті (5)    | 19 185  |
| 18 лютого              | Мідлсбро                    | 3:2     | Оксфорд Юнайтед (5)  | 28 198  |
| 18 лютого              | Вулвергемптон Вондерерз (2) | 0:2     | Челсі                | 30 193  |
| 18 лютого              | Гаддерсфілд Таун (2)        | 0:0     | Манчестер Сіті       | 24 129  |
| 1 березня Перегравання | Манчестер Сіті              | 5:1     | Гаддерсфілд Таун (2) | 42 425  |
| 18 лютого              | Міллволл (3)                | 1:0     | Лестер Сіті          | 18 012  |
| 19 лютого              | Фулгем (2)                  | 0:3     | Тоттенгем Готспур    | 22 557  |
| 19 лютого              | Блекберн Роверз (2)         | 1:2     | Манчестер Юнайтед    | 23 130  |
| 20 лютого              | Саттон Юнайтед (5)          | 0:2     | Арсенал              | 5 013   |

## Шостий раунд
| Дата       | Господарі         | Рахунок | Гості             | Глядачі |
| ---------- | ----------------- | ------- | ----------------- | ------- |
| 11 березня | Мідлсбро          | 0:2     | Манчестер Сіті    | 32 228  |
| 11 березня | Арсенал           | 5:0     | Лінкольн Сіті (5) | 59 454  |
| 12 березня | Тоттенгем Готспур | 6:0     | Міллволл (3)      | 31 137  |
| 13 березня | Челсі             | 1:0     | Манчестер Юнайтед | 40 801  |

## Півфінали
| Дата      | Господарі | Рахунок  | Гості             | Глядачі |
| --------- | --------- | -------- | ----------------- | ------- |
| 22 квітня | Челсі     | 4:2      | Тоттенгем Готспур | 86 355  |
| 23 квітня | Арсенал   | 2:1 (дч) | Манчестер Сіті    | 85 725  |

## Фінал
| 27 травня 2017 19:30 (WEST) |

| Арсенал             | 2–1      | Челсі     |
| ------------------- | -------- | --------- |
| Санчес 4' Ремзі 79' | Протокол | Коста 76' |

| Вемблі, Лондон Глядачів: 89 472 Арбітр: Ентоні Тейлор |